# Bandiera del Victoria
L'attuale bandiera del Victoria (Australia) è una Blue Ensign con a destra lo stemma dello Stato.
Lo stemma raffigura la costellazione della Croce del Sud con sopra la corona imperiale di Sant'Edoardo.
Le stelle della croce del sud sono bianche ed hanno dalle cinque alle otto punte e ogni stella ha una punta rivolta verso l'alto.
La bandiera è stata ufficialmente adottata nel 1877 ed ha subito piccole modifiche e l'ultima risale al 1953

## Bandiere precedenti
La prima bandiera è stata adottata nel 1870. Era molto simile all'attuale, ma le stelle della croce del sud avevano tutte una punta rivolta verso il basso.
Dal 1877 in poi ha subito qualche variazione lo stile della corona seguendo le mode dell'araldica del periodo o i desideri dei monarchi regnanti.
L'ultima variazione alla corona è stata richiesta nel 1953 dalla regina Elisabetta II